# Cochicho
Espinheiro-lenhador ou cochicho (Anumbius annumbi) é uma espécie de ave da família Furnariidae. É a única espécie do género Anumbius.
Pode ser encontrada nos seguintes países: Argentina, Brasil, Paraguai e Uruguai.
Os seus habitats naturais são: campos de gramíneas de baixa altitude subtropicais ou tropicais sazonalmente húmidos ou inundados, pastagens e florestas secundárias altamente degradadas.